# Siham Benchekroun
Siham Benchekroun (in arabo سهام بنشقرون‎?; Fès, ...) è una scrittrice e medica marocchina.

## Biografia
Nata a Fès, dopo il Baccalauréat consegue gli studi di medicina a Rabat e a Casablanca. Pioniera nell'ambito del giornalismo medico in Marocco, a partire dal 1992 fonda una serie di riviste specializzate in svariati campi della medicina.
Comincia il suo percorso di scrittrice con il suo primo romanzo Oser Vivre!, che ottiene un vasto successo tra la vasta componente francofona del Paese. Il romanzo ripercorre il rapporto tra una donna e una società percepita come ultra-tradizionalista.

## Opere
- Oser Vivre! (1999)
- A toi (2000)
- Les Jours d’ici (2003)
- Le récit féminin au Maroc (2005)
- Chama (2008)
- Amoureuses (2012)
- Contes de Tétouan (2013)
- L'héritage des femmes. Réflexion pluridisciplinaire sur l'héritage au Maroc (2017)